# 四万十川の戦い

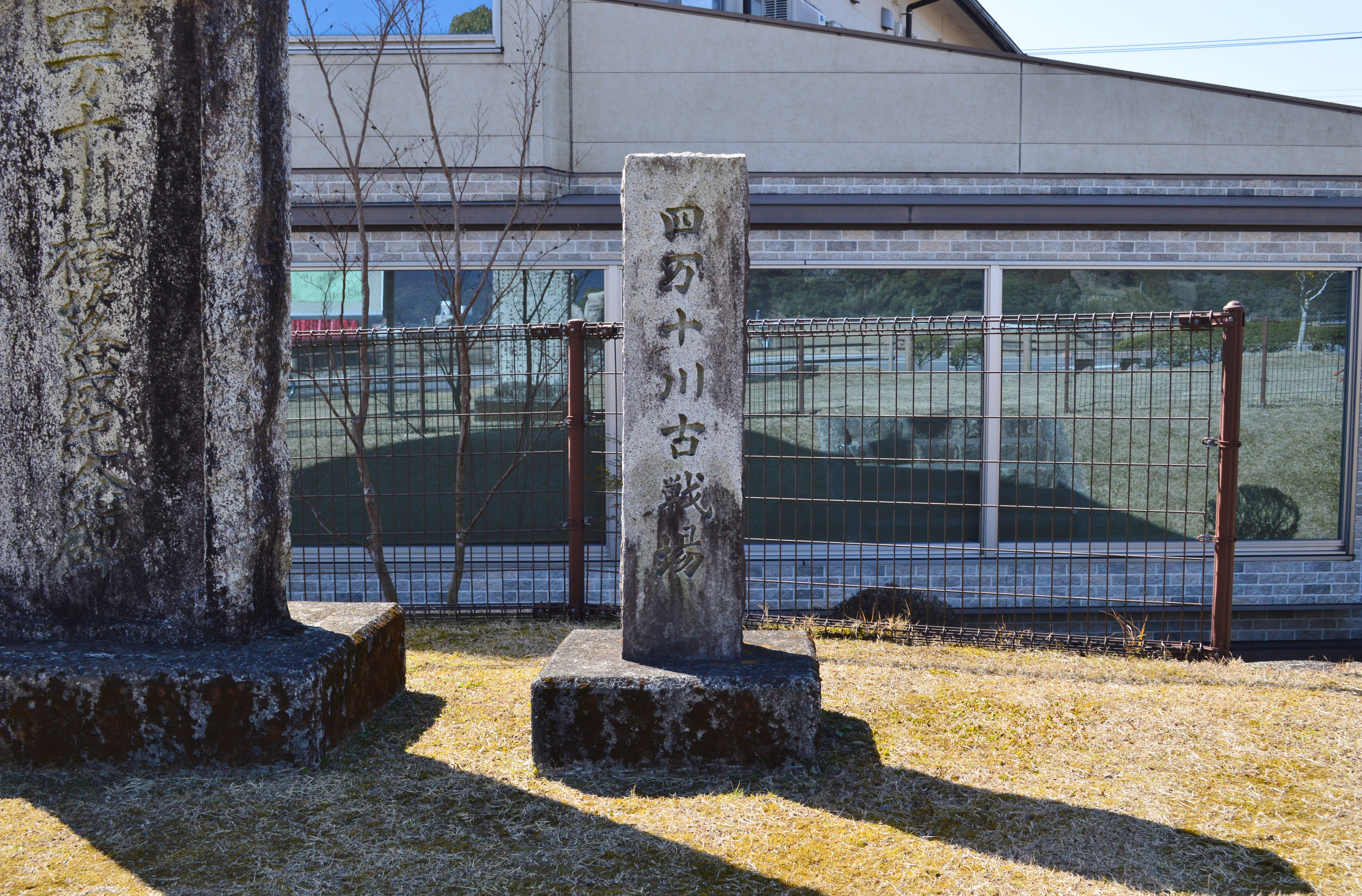
四万十川古戦場碑
（四万十市渡川の具同公園）

四万十川の戦い（しまんとがわのたたかい）は、天正3年（1575年）に勃発した長宗我部氏と土佐一条氏の戦い。この合戦によって長宗我部元親の土佐（高知県）統一が決定的となった。渡川の戦いとも呼ばれる。

## 背景
戦国時代、土佐西部の幡多地方（現四万十市一帯）には藤原北家五摂家の流れを汲む名門・一条氏が下向し、その高貴な家筋によって周囲の豪族を従え、和をもって勢力を誇っていた。しかし天文・永禄年間に入り一条兼定の代になる頃には、毛利氏の干渉による河野通直との戦いや長宗我部氏の台頭により領域を脅かされ、国内における一条氏の影響力は失われつつあった。
兼定は土佐東部の安芸国虎と結んで長宗我部元親に対抗するが、その国虎も八流の戦いで滅ぼされると、四万十川以東の豪族は次々と長宗我部に降り、一条氏の影響地域は四万十川下流域以西に押し込められた。次第に遊興に耽り国政を省みなくなった兼定は、主君を諌めようとした重臣・土居宗珊を無実の罪で手討ちにするなど家臣の信望も失った結果、天正2年（1574年）2月に家臣団の反乱によって土佐を追放され、妻の実家である大友氏を頼って豊後へと逃れた。これら一連の経過には元親による流言、調略も成果を挙げている。
幡多地方はほとんど戦闘によらず長宗我部氏の統治するところとなったが、翌天正3年（1575年）、旧領回復を目指し九州から戻った一条兼定は伊予宇和島で挙兵し、旧臣を従えて本拠地の土佐中村に復帰する。すると一条家への義を感じる土豪が帰参し、その兵力は3500に達した。これによって一条氏と長宗我部氏との軍事的衝突は避けられぬ情勢となり、四万十川河口部の西岸、栗本城に入った兼定は四万十川に杭を打ち込ませ、地形を利用した迎撃の構えを取った。

## 合戦の経過
一条方が四万十川以東の集落や中村城の城下町を襲って挑発すると、長宗我部元親はわずか3日後に7300の軍勢を率いて四万十川東岸に現れた。当時は常備軍の制度が一般化していなかったため、短期間で多勢を揃えて（おそらく、田植えの時期を過ぎていたことも影響したと見られる）進軍してきた様子を見た一条方は驚いたとされる。半農半兵から一歩進んだ一領具足制度の有効性を物語る一幕である。
両軍は四万十川を挟んで東西に対陣する。まず長宗我部方の第一陣が正面から渡河を試み、数に劣る一条方は後退しつつ弓矢や鉄砲を浴びせて応戦した。ここですかさず、長宗我部方の第二陣に控えていた福留儀重率いる手勢が北へ向かい、障壁となる杭がない上流から迂回する動きを見せる。二方面からの挟撃を恐れた一条方は隊を分け、上流に向かった福留隊を追ったが、この隙を逃さず、長宗我部元親は残った全軍に一斉渡河を命じた。
少ない兵力をさらに分散させ、寄せ集めで指揮系統も乱れていた一条方に、正面から倍以上の兵力で迫る長宗我部軍を迎え撃つだけの力はなく、たちまち総崩れとなった。なおも追撃を受けた一条方は200余名の死者を出して敗走したのに対し、長宗我部方に被害は少なく、土佐の覇権がかかった四万十川の戦いは、数刻で決着した。夕方になる前には首実検を終えることができたと言われる。

## 戦後の経過
この戦いで兼定は逃げ延び、瀬戸内での隠遁生活の末に10年後に43歳で死去した。一方、土佐を完全に掌握した長宗我部元親は各地を転戦して四国に覇を唱え、天正13年（1585年）頃には四国のほぼ全域に勢力を拡大する。しかし直後の豊臣秀吉の侵攻を受け、土佐一国の大名として豊臣家に降った。